# Sonia Ferrer Tesoro
Sonia Ferrer Tesoro, née le 4 février 1973, est une femme politique espagnole membre du Parti socialiste ouvrier espagnol (PSOE).
Elle est élue députée de la circonscription électorale d'Almería à l'occasion des élections générales de décembre 2015.

## Biographie

### Formation et profession
Sonia Ferrer Tesoro est titulaire d'une licence en sciences biologiques et d'un master en ingénierie et gestion environnementale. Elle est consultante dans le domaine de l'environnement. Entre 1999 et 2002, elle est présidente de l'association des jeunes chefs d'entreprise d'Almería.

### Activités politiques
Elle est élue conseillère municipale de Pechina, une petite ville de la province d'Almería à l'occasion des élections municipales de mai 2007. En janvier 2011, elle est investie maire de la ville et occupe ses fonctions jusqu'à la fin de la mandature en mai suivant. Entre juillet 2011 et juillet 2012, elle est membre de la députation provinciale d'Almería alors présidée par le conservateur Gabriel Amat Ayllón.
Elle quitte ses fonctions locales le 31 juillet 2012 lorsqu'elle est nommée par la président régional José Antonio Griñán au poste de déléguée de la Junte d'Andalousie dans la province d'Almería. Elle occupe ces fonctions administratives jusqu'en novembre 2015 lorsqu'elle est relevée par Gracia Fernández dans le but de conduire la liste socialiste au Congrès dans la circonscription d'Almería.
Lors des élections générales de décembre 2015, sa liste remporte 89 434 voix et deux des six sièges en jeu. Logiquement élue au Congrès des députés, elle est porte-parole adjointe à la commission de l'Équipement, première vice-présidente de la commission des Budgets et membre suppléante de la députation permanente. Elle conduit à nouveau la liste socialiste en vue du scrutin anticipé de juin 2016. La liste conserve ses deux mandats et Sonia Ferrer retrouve son siège de parlementaire. Pour ce deuxième mandat, elle conserve ses fonctions de porte-parole adjointe à la commission de l'Équipement et devient porte-parole à la commission des Droits de l'enfance et de l'adolescence.
Elle participe aux primaires visant à déterminer les candidats socialistes dans le cadre des élections anticipées d'avril 2019. Avec 1 254 voix, elle obtient alors le deuxième meilleur score derrière le député sortant Juan Jiménez Tortosa qui s'impose avec 1 514 soutiens. Conformément au souhait de Pedro Sánchez de donner à tous ses ministres la possibilité d'être élus au Congrès des députés, le comité provincial d'Almería choisit de placer le ministre de la Culture et des Sports, José Guirao, comme tête de liste et de maintenir Sonia Ferrer en deuxième position ; Juan Jiménez étant relégué à la troisième position. Le 17 mars, comme le permettent les statuts du parti, le Comité fédéral du PSOE, contrôlé par Sánchez, modifie substantiellement les listes d'Almería au Congrès et au Sénat. Sonia Ferrer est ainsi la seule députée proche de Susana Díaz à pouvoir conserver son mandat, comme la députée de Cordoue, María Jesús Serrano, candidate en troisième position sur la liste sénatoriale dans sa circonscription,. La liste socialiste vire en tête du scrutin et remporte à nouveau deux des six mandats en jeu, assurant sa réélection.
Elle se présente en novembre 2021 aux primaires internes visant à désigner le nouveau secrétaire général du PSOE de la province d'Almería après le retrait de José Luis Sánchez, en poste depuis dix ans,. Elle affronte alors Indalecio Gutiérrez, également député national, et Juan Antonio Lorenzo Cazorla, maire de Serón et proche de Susana Díaz. Avec 7,5 % des voix, elle échoue et arrive en dernière position, derrière Indalecio Gutiérrez qui remporte 41,5 % des voix et Juan Antonio Lorenzo qui obtient 51,2 % des voix. Soutenu par le secrétaire général sortant, Lorenzo crée la surprise face à Sonia Ferrer et Indalecio Gutiérrez, proches des positions du nouveau secrétaire général du PSOE d'Andalousie Juan Espadas,.